# WDBJ
WDBJ est une station de télévision américaine affiliée au réseau CBS et diffusant ses programmes sur les villes de Roanoke et Lynchburg, dans l'État de Virginie.

## Télévision numérique terrestre
| Canal virtuel | Image | Aspect | Programmation                       |
| ------------- | ----- | ------ | ----------------------------------- |
| 7.1           | 1080i | 16:9   | Programmation principale WDBJ / CBS |
| 7.2           | 480i  | 16:9   | Heroes & Icons (en)                 |